# Lac Lapeyrère
Le Lac Lapeyrère est une étendue d'eau douce située dans le territoire non organisé du Lac-Lapeyrère, dans la municipalité régionale de comté (MRC) de Portneuf, dans la région administrative de la Capitale-Nationale, au Québec, au Canada. Le lac est situé en territoire forestier dans la réserve faunique de Portneuf.

## Géographie
Le lac est situé dans la partie nord-est du canton de Lapeyrère dont il est le plus grand lac. Le lac Lapeyrère a une forme plutôt complexe et il est alimenté par :
- la décharge du lac Sharples qui est approvisionné par le lac Boswell, Painchaud, "du Couchant", "du Levant", Limace, Perlé et Gillon ;
- la décharge du lac des Sumacs ;
- le lac Gilardeau qui est alimenté d'une part par le lac du Caribou, Filament, du Doute, Turgeon, "du Terrier" et "des Leptures"; et d'autre part par le lac des tortues et lac Arcand ;
- la décharge du Lac Germain ;
- la décharge du lac Trampe ;
- la décharge du Lac à l'Eau Claire qui est alimenté par Lac Alex et Lac Sarault ;
- la décharge des lacs Alex et Martel, qui se déversent dans la Baie Pasha ;
- la décharge du Lac des Volucelle.

La décharge du lac Lapeyrère est situé au sud et se déverse dans un long détroit de quelques kilomètres qui se déverse dans le lac Robinson.
Le courant traverse sur 920 m le lac Robinson (2,0 de long) pour entrer par le sud dans un détroit de 460 mètres de long, lequel aboutit dans le lac de Travers que le courant traverse vers le sud-est. Puis le courant se déverse dans le lac Genest (0,75 km de long) pour le traverser sur 600 m. L'exutoire du lac est situé du côté sud où le courant descend par la rivière Serpentine. Cette rivière coule vers le sud-est en traversant le lac des Origans, pour aller se déverser sur la rive gauche de la rivière Batiscan  au sud de l'ancienne gare Laurentides.

## Toponymie
Le toponyme « Lac Lapeyrère » a été officialisé le 5 décembre 1968 à la Banque des noms de lieux de la Commission de toponymie du Québec.